# Lysergsäurehydroxyethylamid
Lysergsäurehydroxyethylamid, abgekürzt LSH, ist ein Mutterkornalkaloid, dessen chemische Struktur dem des LSD und speziell dem des Lysergsäureethylamids ähnelt.

## Vorkommen und Geschichte
Das D-Lysergsäurederivat LSH kommt in verschiedenen Pilzen und Windengewächsen vor. Es wurde erstmals 1960 in dem Pilz Claviceps paspali entdeckt. 1963 wurde herausgefunden, dass dieses auch in bekannten psychoaktiven Windengewächsen wie beispielsweise Ololiuqui vorkommt (in den Samen, wie auch teilweise der Pflanze selbst).
Laut Albert Hofmann ist es einer der Hauptwirkstoffe dieser psychoaktiven Windengewächse. Es wird von symbiotisch lebenden Pilzen auf den Pflanzen (mit Ergometrin als Präkursor/Zwischenstufe) synthetisiert. Es zerfällt in wässrigen und vor allem alkalischen Umgebungsbedingungen in Ergin (LSA) und Acetaldehyd, weshalb es laut Hofmann leicht im Verlauf eines Extraktionsprozesses in LSA zersetzt wird, und vermutlich mit ein Grund dafür gewesen ist, wieso Hofmann dieses ursprünglich nicht entdeckt hat.
Frische Samen der Winden (sowie teilweise die Pflanze selbst) haben einen großen Anteil LSH, welches über die Zeit zu LSA zerfällt, bis bei älteren Samen nur noch LSA vorhanden ist. Auch zersetzen einige Analysemethoden (z. B. Massenspektrometer) dieses teilweise.

## Wirkung
Es gibt keine bekannten Versuche an Menschen. Versuche an Tieren zeigten, dass LSH dem LSD ähnliche Wirkung haben könnte.